# Lumbricillus pygmaeus
Lumbricillus pygmaeus är en ringmaskart som först beskrevs av Wilhelm Michaelsen 1935.  Lumbricillus pygmaeus ingår i släktet Lumbricillus och familjen småringmaskar. Inga underarter finns listade i Catalogue of Life.